# Baie-Johan-Beetz
Baie-Johan-Beetz es un municipio canadiense situado en la provincia de Quebec.

## Superficie
Baie-Johan-Beetz tiene una superficie de 327,46 km².

## Demografía
En 2021, tenía 84 habitantes, una densidad poblacional de 0,3 hab./km², y 58 viviendas.